# Time Out (Magazin)
Time Out ist ein weltweit erscheinender Kultur-, Unterhaltungs- und Veranstaltungsführer, der von der börsennotierten Time Out Group herausgegeben wird. Time Out wurde 1968 als Londoner Stadtmagazin von Tony Elliott gegründet und deckt inzwischen 328 Städte in 58 Ländern ab. Neben einer Website existieren auch digitale Ausgaben für mobile Plattformen. Time Out verpflichtet zudem regelmäßig Gastkolumnisten, die für das Magazin schreiben; beispielsweise Giles Coren, der Kolumnist des Jahres 2014 wurde.
Das Magazin wurde sowohl 2010 als auch 2011 als „International Consumer Magazine of the Year“ sowie 2013 und 2014 als „International Consumer Media Brand of the Year“ ausgezeichnet.
Ab 2012 erschien die Londoner Ausgabe als kostenlose Publikation, die wöchentlich vertrieben wurde und zuletzt 311.617 Leser erreichte; die New Yorker Ausgabe wurde im Jahr 2015 auf das kostenlose Vertriebsmodell umgestellt. Der Vertrieb der gedruckten Londoner Ausgabe wurde infolge der Corona-Pandemie zunächst ausgesetzt und am 23. Juni 2022 endgültig eingestellt; seitdem erscheint das Magazin nur noch in digitaler Form.

## Geschichte

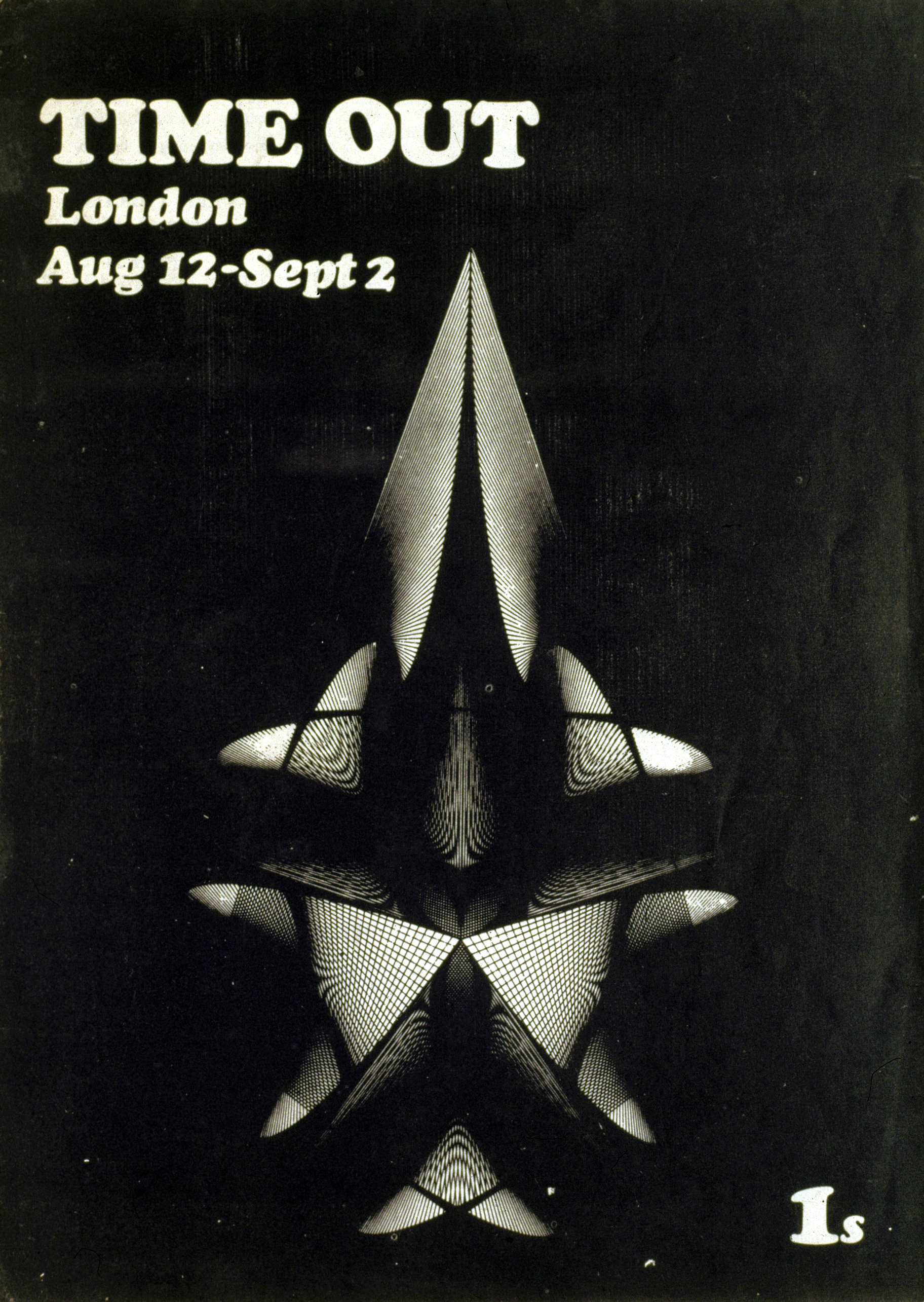
Time Out London, Erstausgabe

Time Out wurde erstmals am 12. August 1968 als Londoner Programmzeitschrift von dem späteren Publizisten und Verleger Tony Elliott herausgegeben, der sein Geburtstagsgeld für die Produktion eines Einblattmagazins verwendete; Bob Harris war zu diesem Zeitpunkt Mitherausgeber. Die ersten Exemplare trugen den Titel Where It’s At (dt. Wo ist es?), bevor die Zeitschrift in Time Out umbenannt wurde – inspiriert von Dave Brubecks gleichnamigem Musikalbum.
Time Out begann als alternatives Magazin zusammen mit anderen Mitgliedern der Underground-Presse im Vereinigten Königreich. 1980 hatte es seine ursprüngliche kollektive Entscheidungsstruktur und seine Verpflichtung zur gleichen Bezahlung aller Mitarbeiter aufgegeben, was zu einem Streik und der Gründung eines konkurrierenden Magazins, City Limits, durch ehemalige Mitarbeiter führte. Inzwischen ist die frühe Radikalität des Magazins fast verschwunden. Als Beispiel für die frühe redaktionelle Haltung veröffentlichte Time Out 1976 die Namen von 60 angeblichen CIA-Agenten, die in England stationiert waren. Die ersten Ausgaben hatten eine Auflage von etwa 5.000 Exemplaren und entwickelten sich zu einer wöchentlichen Auflage von 110.000 Exemplaren, als das Magazin seine radikalen Wurzeln verließ.
Für die Gestaltung der Zeitschrift war fast ausschließlich der Grafikdesigner Pearce Marchbank verantwortlich. Dieser wurde 1971 von Tony Elliott eingeladen, sich dem Time Out anzuschließen. Er machte aus dem Magazin eine Wochenzeitschrift, entwarf das klassische Logo und schuf eine starke Identität und redaktionelle Struktur, die auch heute noch teilweise gelebt wird. Er konzipierte und gestaltete auch den ersten Time-Out-Reiseführer.
1995 brachte Elliott mit Time Out New York („TONY“) sein erstes Magazin in Nordamerika heraus. Das Magazin stellte junge und aufstrebende Talente ein, um Kulturberichte für junge New Yorker zu schreiben. Der Erfolg von TONY führte zur Einführung von Time Out New York Kids, einem vierteljährlich erscheinenden Magazin für Familien. Die Expansion wurde fortgesetzt, indem Elliott die Marke Time Out weltweit lizenzierte und das Magazin in rund 40 Städte brachte, darunter Istanbul, Dubai, Peking, Hongkong und Lissabon.
Die Londoner Ausgabe des Time-Out-Magazins wurde im September 2012 auf ein kostenloses Vertriebsmodell umgestellt und von Hand an zentralen Londoner Bahnhöfen verteilt; die Umstellung steigerte die Einnahmen um 80 Prozent. Am 15. November 2012 trat Time Out England dem Audit Bureau of Circulations bei und erhielt ein offizielles Zertifikat, das die Verteilung von über 305.000 Exemplaren pro Woche auswies (Auflage im Juni 2022: 311.617).
Im April 2015 wechselte die New Yorker Ausgabe ebenfalls zum kostenlosen Vertriebsmodell, um die Leserbasis zu vergrößern und den Bekanntheitsgrad der Marke zu erhöhen. Durch diese Umstellung verdoppelte sich die Auflage; zeitgleich besuchten etwa 3,5 Millionen Besucher pro Monat die Internet-Ausgabe des Magazins und die auf über 300.000 Exemplare erhöhte wöchentliche Auflage des gedruckten Magazins ergänzte die Millionen von digitalen Nutzern von Time Out New York. Seit der Umstellung erscheint Time Out New York jeden zweiten Mittwoch in Verkaufsautomaten und an Kiosken kostenlos in New York City. Im Dezember 2015 wurde bekannt, dass es im Rahmen der globalen Expansion auf 328 Städte in 38 Ländern mit 95 Millionen Nutzern (Stand: Dezember 2015) und der weiteren Digitalisierung der Marke zu einem Stellenabbau von 40 Mitarbeitern in London und New York kam, was etwa zehn Prozent der damaligen Belegschaft entsprach.
Während der COVID-19-Pandemie stellte Time Out die Produktion von Papierausgaben des Magazins ein und wechselte zu einem reinen Online-Modell: Das Magazin wurde vorübergehend in Time In umbenannt und richtete seinen redaktionellen Inhalt auf virtuelle Veranstaltungen für Menschen aus, die während des Lockdowns zu Hause blieben; die gedruckte Ausgabe erschien erst wieder am 11. August 2020. Im April 2022 wurde bekannt gegeben, dass die gedruckte Ausgabe von Time Out London nach 54 Jahren endgültig eingestellt wird; die letzte Auflage wurde am 23. Juni 2022 verteilt und das Magazin wird seitdem ausschließlich digital veröffentlicht.

## Time Out Group

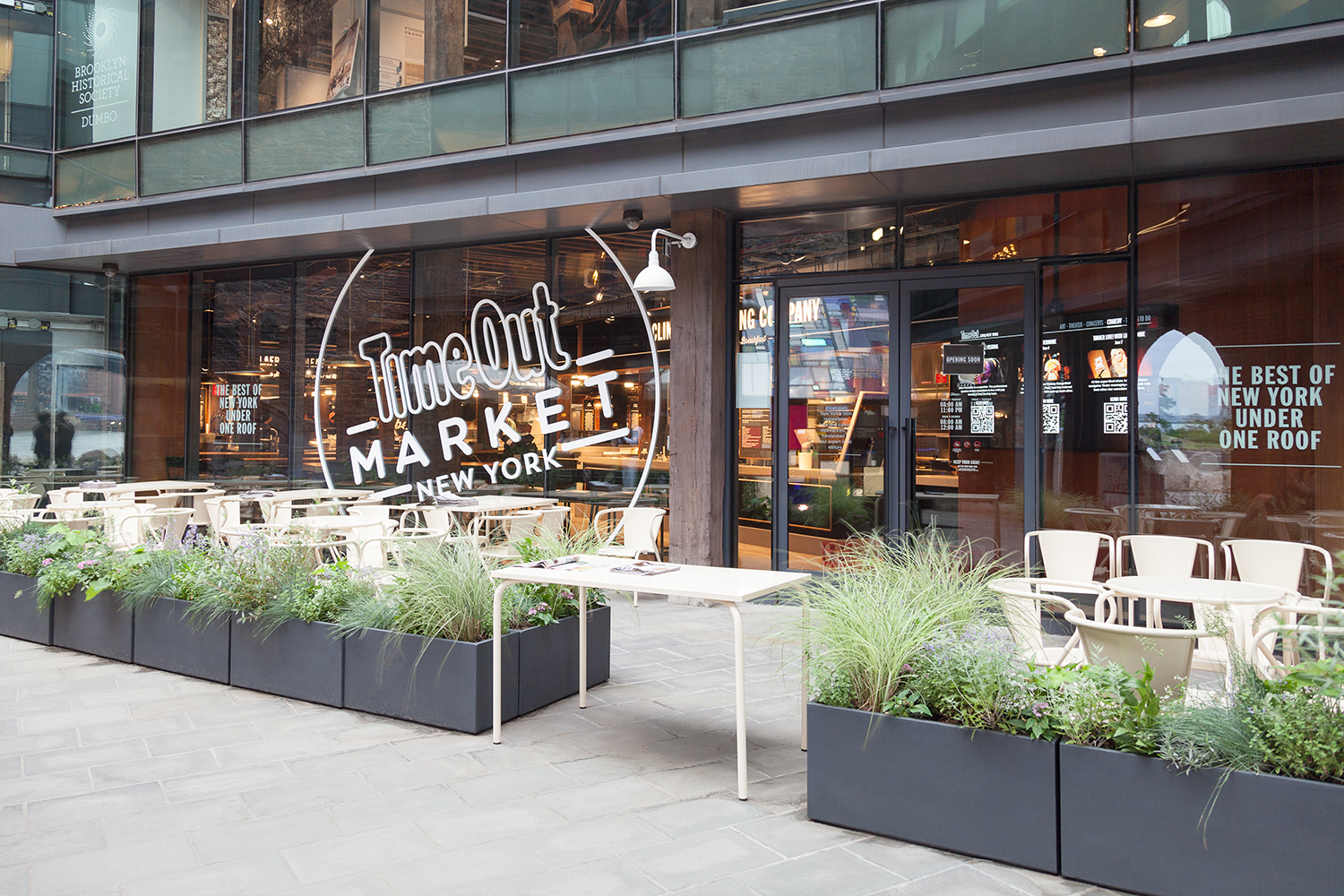
Time Out Market in Brooklyn

Das Bedürfnis der Time Out Group, auf digitale Plattformen zu expandieren, führte dazu, dass Elliott – der bis November 2010 alleiniger Eigentümer der Gruppe war – die Hälfte von Time Out London und 66 Prozent von Time Out New York an die Private-Equity-Gruppe Oakley Capital verkaufte, die das Unternehmen zu diesem Zeitpunkt mit 20 Millionen Pfund Sterling bewertete. Die von Peter Dubens gegründete Gruppe befand sich bis 2016 im gemeinsamen Besitz von Tony Elliott und Oakley Capital; eine Vereinbarung stellte Kapital für Investitionen zur Expansion der Marke bereit. Die Time Out Group startete in der Folge Websites für weitere 33 Städte, darunter Delhi, Washington, D.C., Boston, Manchester und Bristol, und wird seit Juni 2016 am Alternative Investment Market (AIM) der Londoner Börse – dem London Stock Exchange (LSE) – gehandelt (Tickersymbol TMO).
Zu den weiteren Produkten der Time Out Group gehören Reisemagazine, Stadtführer sowie themenbezogene Bücher. Im Jahr 2012 war die Gruppe offizieller Herausgeber von Reiseführern und touristischen Büchern anlässlich der Olympischen Sommerspiele sowie der Sommer-Paralympics in London.
Neben Druck- und Online-Publikationen betreibt die Time Out Group an ausgewählten Orten Time Out Markets – der erste Marktplatz entstand in Lissabon, Portugal. Ab 2019 folgten Märkte in Miami, im New Yorker Stadtteil Brooklyn sowie in Chicago, Boston, Montreal, Dubai, London und Prag. Die Märkte sollen ein redaktionell betreutes „gastronomisches und kulturelles Markterlebnis“ darstellen.